# Current Opinion in Pharmacology
Current Opinion in Pharmacology, abgekürzt Curr. Opin. Pharmacol., ist eine wissenschaftliche Fachzeitschrift, die vom Elsevier-Verlag veröffentlicht wird. Die Zeitschrift erscheint derzeit mit sechs Ausgaben im Jahr. Es werden Übersichtsarbeiten aus den verschiedenen Bereichen der Pharmakologie veröffentlicht.
Der Impact Factor lag im Jahr 2014 bei 4,595. Nach der Statistik des ISI Web of Knowledge wird das Journal mit diesem Impact Factor in der Kategorie Pharmakologie und Pharmazie an 26. Stelle von 254 Zeitschriften geführt.